# Друга хокейна ліга Польщі
Друга хокейна ліга Польщі (пол. II liga polska w hokeju na lodzie) — третя за значенням хокейна ліга Польщі з хокею із шайбою.

## Історія
У 1955 році Польський союз хокею на льоду провів реформу в системі чемпіонату Польщі з хокею створивши воєводські (окружні) і міські чемпіонати, які і стали фундаментом для другої (тоді третьої) ліги. Ліга проіснувала до  80-х років. У 2011 році Польський союз хокею на льоду підняв питання про відновлення ліги та формату змагань які існували в 50-60-ті роки минулого століття. До ліги увійшли в більшості аматорські клуби та професійні клуби (які мали фінансові проблеми та не мали можливості виступати у вищих дивізіонах). У серпні 2012 року був затверджений регламент змагань та склад учасників. В сезоні 2013/2014 років чемпіоном ліги став клуб з Гданська МХ «Автоматика Драгонс».

## Переможці
- 1967 — Баїлдон ІІ (Катовіце)
- 1968 — «Заглембє» Сосновець
- 1969 — Фортуна
- 1970 — Долмель (Вроцлав)
- 1971 — Подгале ІІ (Новий Тарг)
- 1972 — Полонія (Битом)
- 1973 — Гурник (Ястшембе)
- 1975 — Фортуна
- 1976 — Електро (Лазиська-Гурне)
- 1979 — ГКС (Ястшембе)
- 1980 — Стільон (Ґожув-Велькопольський)
- 2012 — ПТХ Познань
- 2013 — ККХ Кашовські Криниця
- 2014 — МХ «Автоматика Драгонс» (Гданськ)
- 2015 — «Мад Догс» (Сопот) — центр та ТМХ «Піла» (Піла) — захід
- 2016 — «Освенцим»
- 2017 — КТХ «Криниця» 1928
- 2018 — Газда  (Новий Тарг)
- 2019 — КС Освенцим
- 2020 — Інфінітас КТХ Криниця
- 2021 — Інфінітас КТХ Криниця
- 2022 — Сігма (Катовиці)
- 2023 — Варшава Кепіталс та КС Освенцим
- 2024 — КС Освенцим
- 2025 — КТХ Криниця